# Siamés Red Point
El Siamés Red Point es una raza de gato descendiente del siamés tradicional o thai. Se diferencia de éste por su variedad de color.
Se sabe que aparecieron aproximadamente hacia el año 1934, pero su variedad de color, no fue reconocida hasta 1966. Aparentemente surge de una cruza entre gato siamés con gato atigrado anaranjado, más conocido como “Orange tabby”.
Una curiosidad de esta variedad de gato es que son mayoritariamente machos, presentándose muy pocas veces en las hembras.

## Color
Al igual que el siamés tradicional el color de los ojos es un celeste claro y profundo, y posee un abundante pelaje. La mayor parte de su cuerpo es de color crema anaranjado y las terminaciones, o zonas termosensibles (patas, cola, orejas y cara), son de color anaranjado oscuro. La nariz y las almohadillas de la patas son rosadas.
El color de los gatos se determina mediante 9 series independientes de alelos de acción, que se combinan para dar el conjunto de colores de la capa del gato.
"O" es el gen responsable de la presencia del pigmento naranja, en lugar de eumelanina negra, chocolate o canela (*), y da el color rojo a los gatos.
"O" tiene la especialidad de ser transportado por cromosoma sexual X. Por lo tanto, es la hembra la que indica si los gatitos masculinos serán o no rojos; para las hembras, ambos padres determinan el color del cabo.
El genotipo masculino (*) está escrito en XY. X que transporta O es simplemente escrito "O", X está escrito "O +".
Por lo tanto, el genotipo del macho está escrito:
"OY" para el macho rojo, "O + Y" para no rojo.
La hembra tendrá 3 genotipos posibles:
"OO" hembra roja, "OO +" hembra "O + O +" hembra no roja.

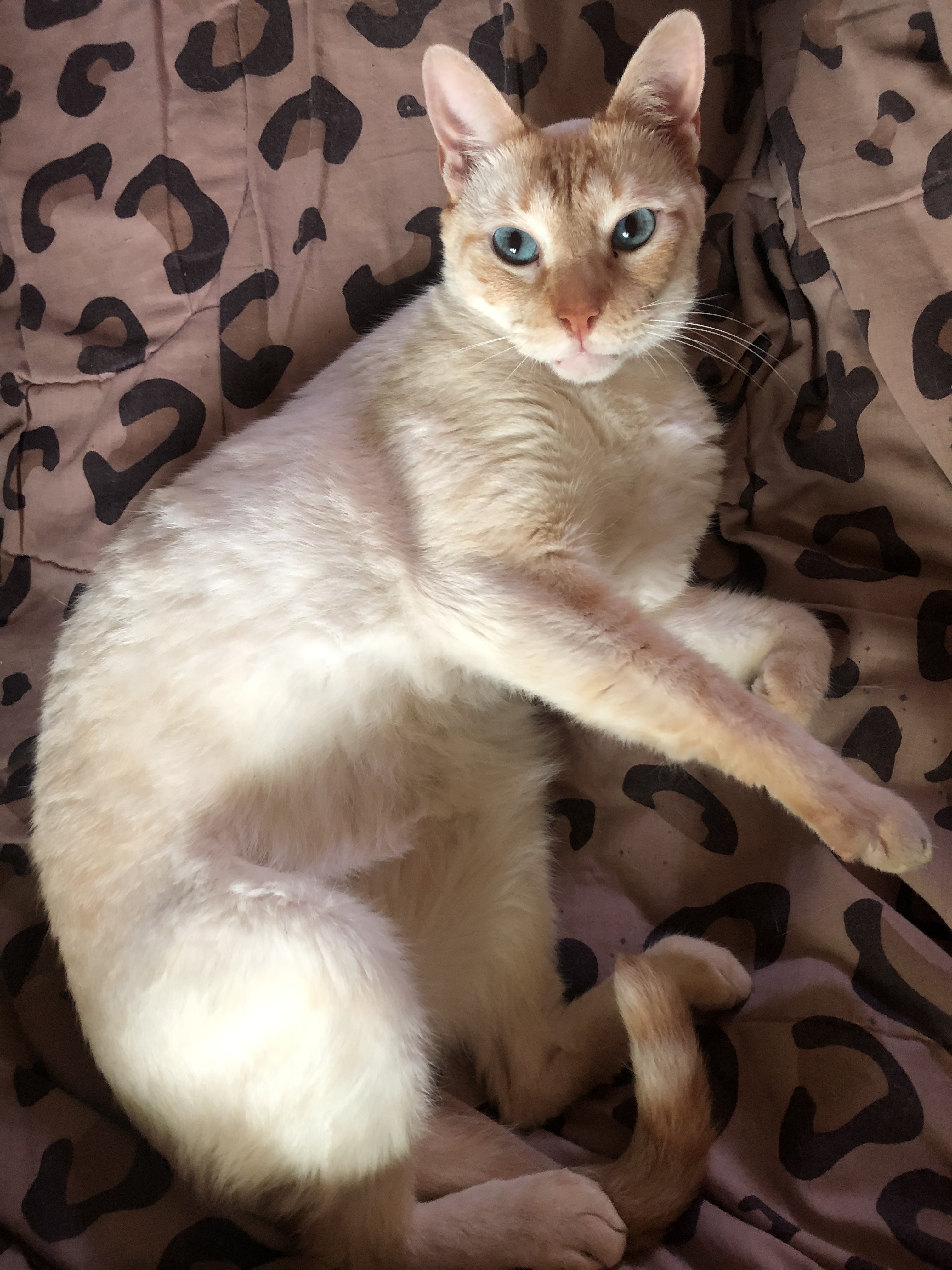
Gato Argentino

## El día del siamés red point
El día oficial es el 29 de septiembre

## Estrabismo
Es común que estos gatos desarrollen estrabismo (ojos bizcos), ya que es un padecimiento hereditario de la raza Siamés. Pero esto no les produce ningún problema en la visión, sino que pueden ver de la misma manera que el resto de los gatos.

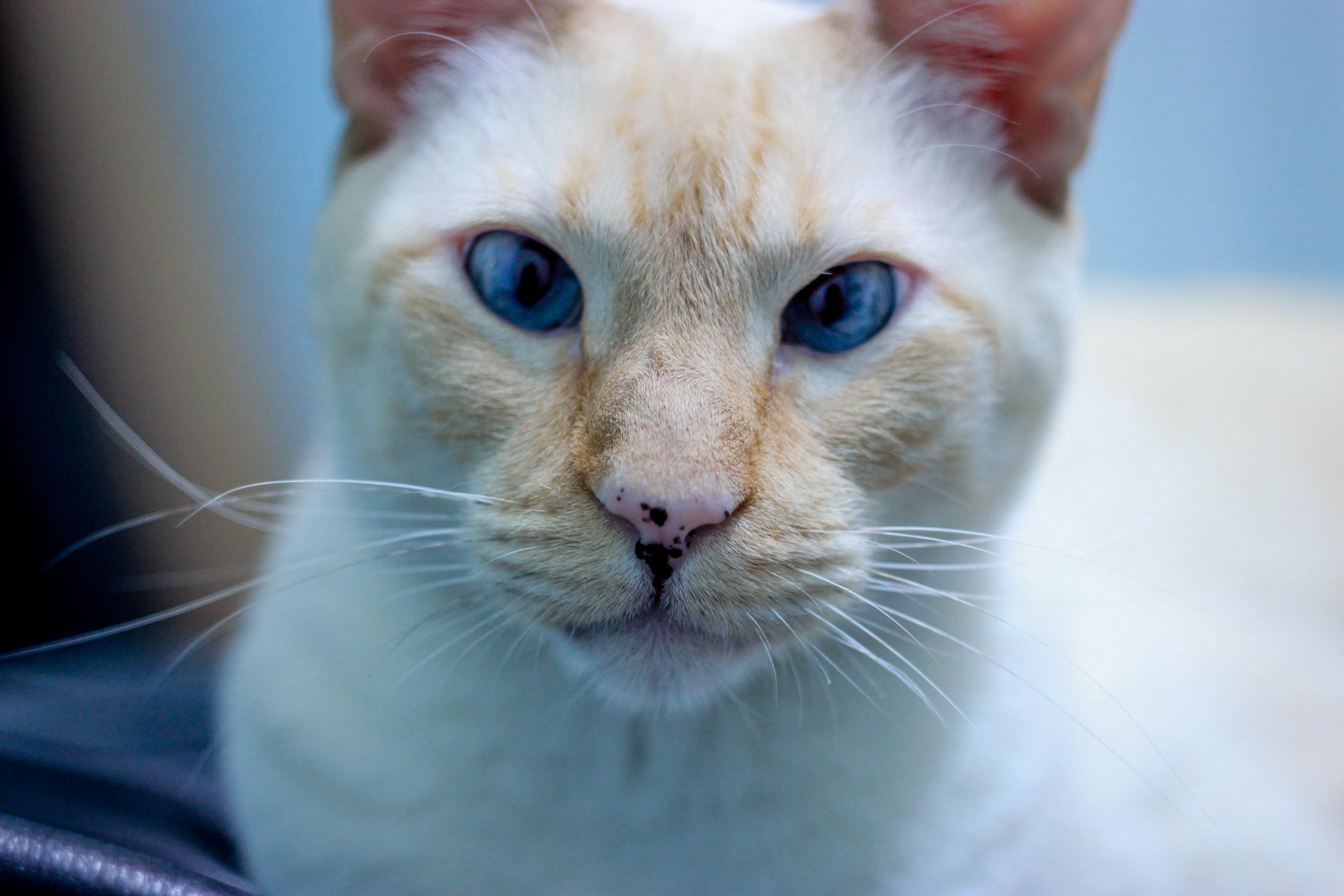

## Manchas Negras
El Siamés Red Point es propenso a desarrollar unas manchitas negras en la nariz, que son una hiperpigmentación más conocida como “Lentigo Simple”. Esto resulta una diferencia con el resto de los siameses debido a que es una característica que suele darse solo en los felinos atigrados anaranjados. No hay de qué preocuparse ya que generalmente son benignas, aunque hay que estar atentos de que no le produzcan picazón o cambien de forma y/o tamaño.

## Comportamiento
Es importante destacar que cada gato desarrollará su propio carácter, ya que esto viene determinado por diversos factores complejos, tanto ambientales como psicológicos. Pero de manera general podemos decir que el Siamés Red Point es un gato muy benévolo, de carácter tranquilo, mimoso, y muy protector. También son muy juguetones, pudiendo demandar la atención de su persona constantemente a lo largo del día, sobre todo más intensamente los primeros años de vida. Son muy familiares y se relacionan muy bien con los niños.
También son muy habladores, a través de su maullido se comunican con las personas de una manera persistente.  

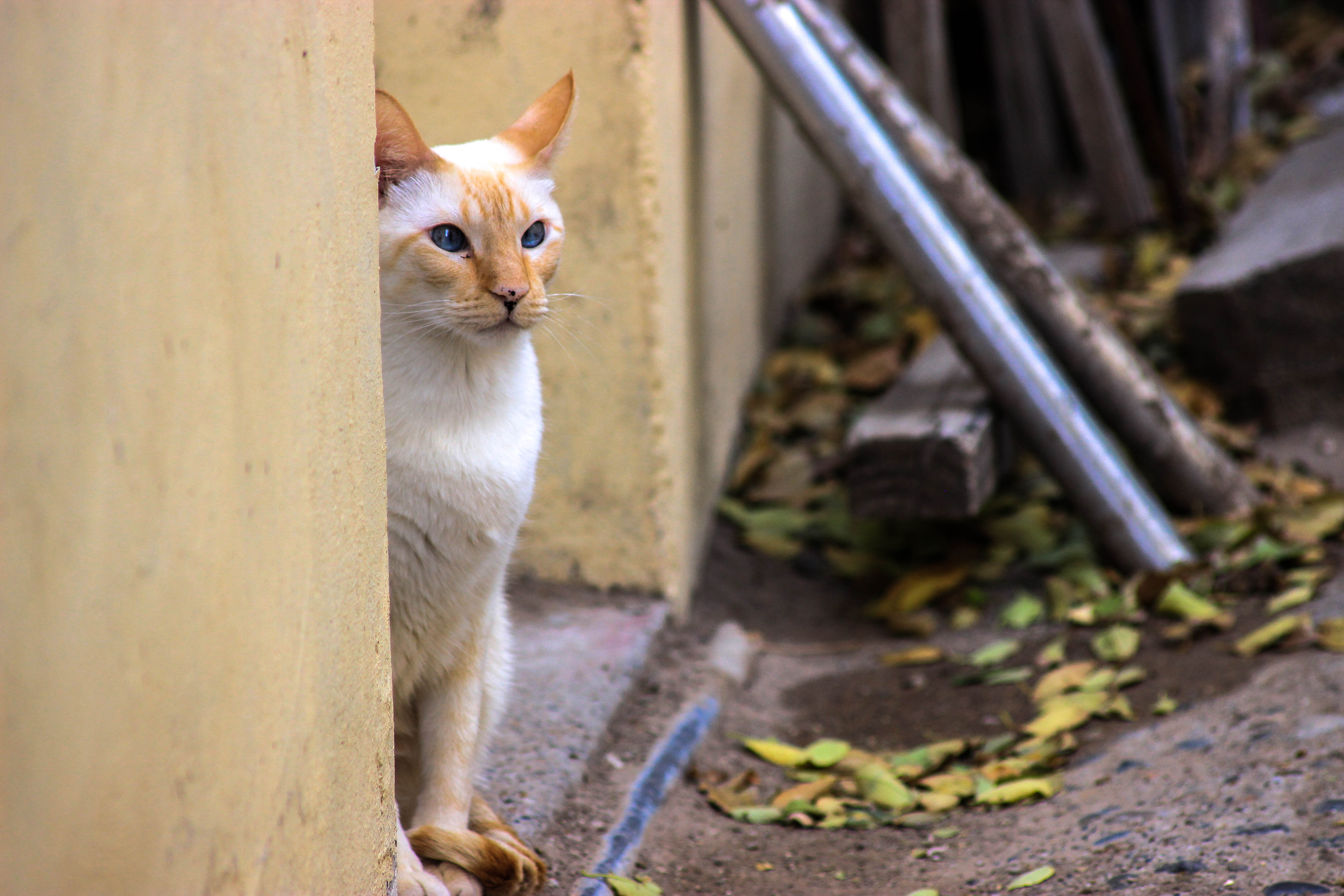